# Cité Audacieuse
La Cité Audacieuse est un tiers-lieu voué à l'égalité femmes-hommes, ouvert en mars 2020 par la Fondation des Femmes et la mairie de Paris.

## Présentation du lieu
Initialement appelée Cité de l'Égalité et des Droits des femmes, la Cité Audacieuse est un lieu mis à disposition par la ville de Paris, géré par la Fondation des Femmes. Dédié aux initiatives pour l'égalité entre les femmes et les hommes, avec le slogan « liberté, égalité, sororité », il occupe 1 000 m2 dans une ancienne école de garçons, au 9 rue de Vaugirard.
Le bâtiment héberge 15 associations, pour lesquelles il constitue un lieu de rassemblement et d'échange. Il intègre aussi un studio d'enregistrement.On y trouve au rez-de-chaussée le café associatif Les Audacieuses Café (anciennement Chez Mona, ouvert en partenariat avec la société My Little Paris). Des expositions y sont organisées, comme l'exposition Renaissance de la photographe Adeline Rapon, en février et mars 2022.